# Emily de Riel
Emily Ann de Riel (Boston, 12 novembre 1974) è un'ex pentatleta statunitense.

## Palmarès
In carriera ha conseguito i seguenti risultati:
- Giochi olimpici:

Sydney 2000: argento nel pentathlon moderno individuale.